# Unitário-universalismo
O Unitário-Universalismo (ou UUismo) é uma religião liberal que surgiu nos EUA, na década de 1960, após a união de unitaristas e universalistas. Seus membros "buscam livre e responsavelmente a verdade e a compreensão". Afirma-se que é uma religião liberal por não possuir caráter doutrinário, dogmático e tampouco um credo unificado. Os unitários-universalistas buscam o crescimento espiritual em diversas fontes. Assim sendo, suas congregações podem incluir tanto teístas quanto agnósticos e ateístas. As raízes do Unitário-Universalismo são o cristianismo liberal, mais especificamente o unitarismo e o universalismo, que se desenvolveram na Europa no século XVI. Destas tradições, vem o profundo respeito do UUismo pela liberdade intelectual e pela inclusividade. De caráter ecumênico, o UUismo busca inspiração nas principais religiões do mundo, tais como o judaísmo, o Islã, o cristianismo, o neopaganismo, o hinduísmo, o budismo, o taoismo, e muitas outras. Embora haja a valorização de elementos religiosos, a crença – ou não – em qualquer tipo de ortodoxia trata-se de uma escolha pessoal, podendo ser seus membros fiéis de qualquer religião organizada ou mesmo ateístas, agnósticos, panteístas, deístas ou humanistas.

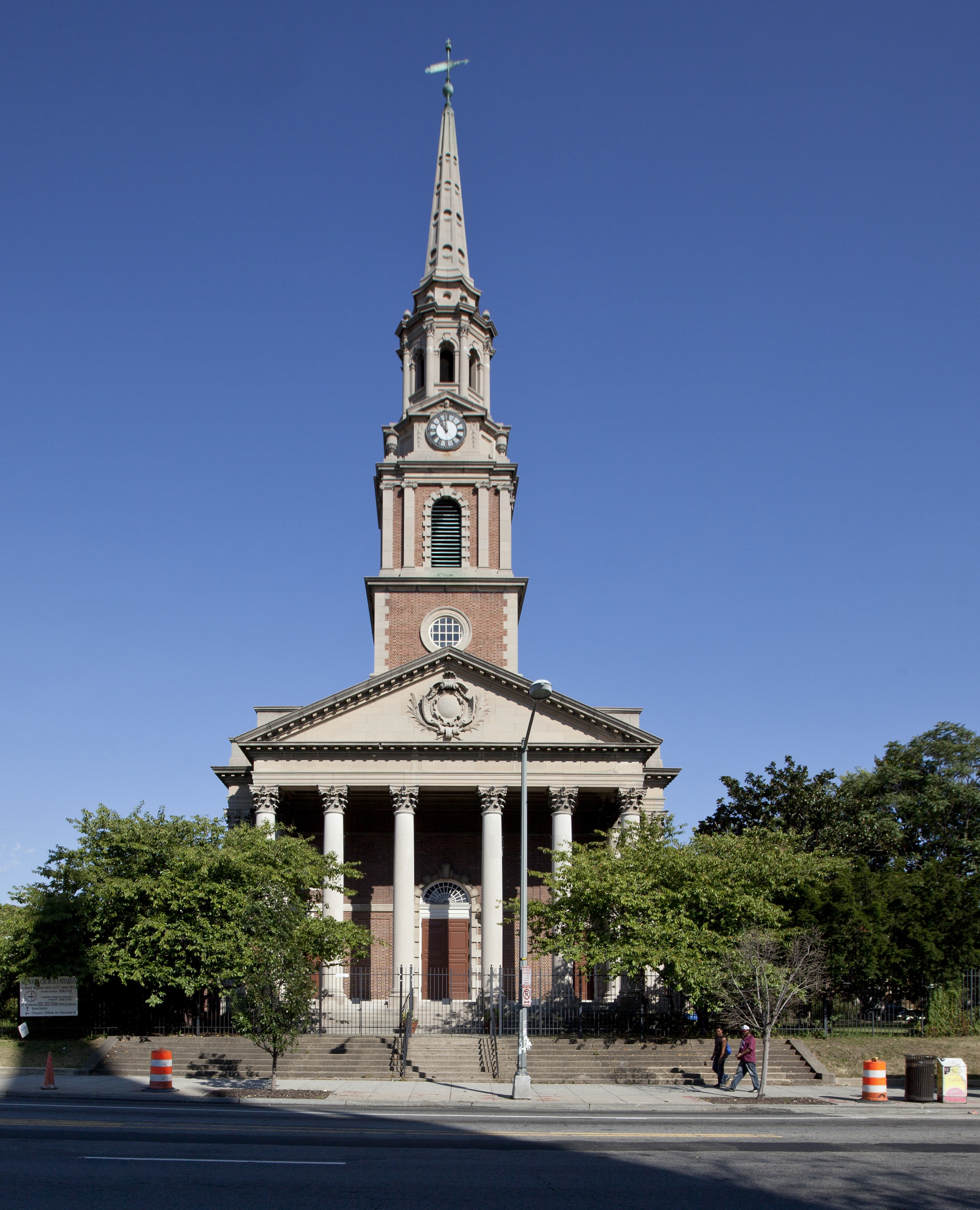
Igreja de Todas as Almas, pertencente à congregação unitária-universalista de Washington, D.C..

As congregações unitário-universalistas enfatizam a liberdade individual, a compaixão, a diversidade, a busca livre pelo Sagrado, seja ela comunitária ou individual, e também o crescimento espiritual a partir da ação social e da educação. Ações de UUistas no campo social são reconhecidas em todo o mundo, como a luta pelo sufrágio feminino, contra o racismo, pelos direitos civis de negros e, mais recentemente, pelos direitos de pessoas LGBT. Ativistas como Susan B. Anthony, John Haynes Holmes (co-fundador da NAACP e da ACLU), James Reeb e Viola Liuzzo (ambos participantes do movimento de Selma assassinados por segregacionistas) pertenceram à igreja UU. Em junho de 1984, a UU se tornou a primeira grande igreja dos Estados Unidos a abençoar uniões de casais do mesmo sexo." Os unitários-universalistas foram importantes na luta pela legalização do casamento entre pessoas do mesmo sexo nos Estados Unidos. Em maio de 2004, após Massachusetts se tornar o primeiro estado onde este tipo de união foi reconhecida, a Igreja da Rua Arlington em Boston se tornou o local de realização do primeiro casamento entre pessoas do mesmo sexo da história dos EUA. Em dezembro de 2009, o prefeito de Washington, D.C., Adrian Fenty, sancionou a lei que legalizava o casamento entre pessoas do mesmo sexo no Distrito de Colúmbia também dentro de uma igreja unitária-universalista. O Rev. William G. Sinkford, líder dos unitários-universalistas americanos de 2001 a 2009, é negro, fazendo dele o primeiro líder negro de uma igreja tradicionalmente branca, antes mesmo de Michael Curry, atual bispo-presidente da Igreja Episcopal dos Estados Unidos.
A maior organização do UUismo, a Associação Unitária Universalista (Unitarian Universalist Association – UUA) foi formada em maio de 1961, a partir da união da Associação Unitária Americana (American Unitarian Association– UUA), fundada em 1825, com a Igreja Universalista da América, fundada em 1793. Tem sede em Boston e representa a maioria das igrejas nos EUA, assim como trinta congregações das Filipinas. O Conselho Unitário Canadense (Canadian Unitarian – CUC) tornou-se um organismo independente da UUA em 2002. O UUA e o CUC, por sua vez, são dois dos dezessete membros do Conselho Internacional de Unitários e Universalistas (International Council of Unitarians and Universalists – ICUU). O Brasil é representado desde 2009 pela Associação Unitária Brasileira, sediada em Recife. Um outro grupo, sediado em São Paulo, ainda não possui relação formal com a ICUU.

## História

### Raíz e origem Congregacionalista
O Unitário Universalismo surgiu em 1961, da união de duas denominações historicamente cristãs, a Igreja Universalista da América e a Associação Unitária Americana, ambas com sede nos Estados Unidos. A nova organização formada nesta fusão foi a Associação Unitário Universalista. Na época da consolidação norte-americana, os unitários universalistas expandiram-se além de suas raízes na teologia cristã liberal. Hoje, eles se baseiam em uma variedade de tradições religiosas. Os indivíduos podem ou não se auto-identificar como cristãos ou subscrever as doutrinas cristãs. As congregações e fraternidades unitárias universalistas tendem a reter algumas tradições cristãs, como a adoração dominical composto de sermão e canto de hinos. A medida em que os elementos de qualquer tradição de fé específica são incorporados na prática espiritual pessoal, torna-se uma questão de escolha pessoal para os congregados, de acordo com uma abordagem sem dogmas e sem credo para a espiritualidade e desenvolvimento da fé.
Os unitaristas da Nova Inglaterra evoluíram a partir do Protestantismo congregacionalista dos  peregrinos, originalmente baseado em uma leitura literal da Bíblia. Os congregacionalistas liberais rejeitaram a crença trinitária na divindade tri-pessoal: Pai, Filho e Espírito Santo. Em vez disso, eles afirmaram uma noção unitária de Deus. Além disso, rejeitaram a doutrina do pecado original, afastando-se do Calvinismo dos congregacionalistas.
Os universalistas da Nova Inglaterra rejeitaram algumas ênfases dos seus antepassados puritanos como a predestinação e expiação limitada, onde poucos seriam supostamente salvos da condenação eterna por um deus justo. Em vez disso, os universalistas afirmaram que todas as pessoas acabarão por se reconciliar com Deus. Os universalistas rejeitaram o inferno e a condenação eterna presentes nas pregações evangélicas, que tentaram reviver o cristianismo fundamentalista dos primeiros peregrinos.

### Universalismo
Os universalistas reivindicam uma longa história começando com Orígenes e Gregório de Nissa, embora alguns estudiosos modernos questionem se algum desses pais da Igreja tenham ensinado a doutrina definidora do Universalismo (salvação universal).
Esta doutrina central afirma que, por meio de Cristo, toda a alma será salva, levando à "restituição de todas as coisas" (apocatástase). Em 1973, o universalismo surgiu como uma denominação particular do cristianismo nos Estados Unidos, eventualmente chamada de Igreja Universalista da América. Os antigos defensores da salvação universal dos Estados Unidos, como Elhanan Winchester, Hosea Ballou e John Murray ensinaram que todas as almas alcançariam a salvação, às vezes depois de um período que se assemelhava ao purgatório.
O universalismo cristão nega a doutrina da condenação eterna e proclama a crença em um Deus inteiramente amoroso que, em última análise, redimirá a todos os seres humanos.

### Unitarianismo
Historicamente, várias formas de antitrinitarismo apareceram no Cristianismo. O termo pode referir-se a qualquer crença sobre a natureza de Jesus Cristo que afirma Deus como uma entidade singular, rejeitando a doutrina da Trindade, como afirmou o Cristianismo dominante: um consenso de bispos cristãos no Primeiro Concílio de Niceia, em 325. O antitrinitarismo foi especialmente prevalente durante as turbulências teológicas da Reforma Protestante. Um médico espanhol, Miguel Serventus, estudou a Bíblia e concluiu que o conceito tradicionalmente concebido de Trindade não era bíblico. Seus livros Sobre os Erros da Trindade e Christianismi Restitutio causaram grande alvoroço. Serventus foi finalmente preso, condenado por heresia e queimado na fogueira em Genebra, em 1553, por ordem de João Calvino.
O termo unitariano entrou na língua inglesa através de Henry Hedworth, que o aplicou aos ensinamentos de Laelio Sozzini e dos socinianos poloneses. As igrejas unitárias foram formalmente estabelecidas na Transilvânia e na Polônia (pelos socinianos) na segunda metade do século XVI.
Lá, as primeiras doutrinas a respeito da liberdade religiosa na Europa foram estabelecidas (no decurso de várias dietas entre os anos de 1557 e 1568, ver o Édito de Torda) sob a jurisdição de João Sigismundo, rei da Hungria e príncipe da Transilvânia, mas também a preexistência de Cristo e, em muitos casos, a predestinação e o pecado original propostos por Agostinho de Hipona e a expiação substitutiva de Cristo desenvolvida por Anselmo de Canterbury e João Calvino. Havia várias formas diferentes de cristologia nos primórdios do movimento unitário; em última análise, tornou-se a cristologia dominante o psilantropismo: que Jesus era um homem, mas com uma relação única com Deus.

#### Grã Bretanha
Influenciados pelos ensinamentos dos socinianos poloneses, Samuel Clarke (1675–1729) revisou o Livro de Oração Comum, removendo o trinitário Credo Niceno e as referências a Jesus como Deus. Theophilus Lindsey também revisou o Livro de Oração Comum para permitir uma interpretação mais unitária. Nenhum dos clérigos foram acusados sob a Lei da Blasfêmia de 1697, que criminalizou qualquer pessoa educada ou que tenha feito profissão da fé cristã, escrevendo, pregando, ensinando ou aconselhando a falar e negar a Santíssima Trindade. O Ato de Tolerância de 1689 deu alívio aos dissidentes ingleses, mas excluiu os unitários. Os esforços de Clarke e Lindey obtiveram críticas substanciais dos clérigos e leigos mais conservadores da Igreja da Inglaterra. Em 1774, em resposta, Lindsey solicitou o registo da Casa de Essex como um local de culto dissidente sob a assistência do advogado John Lee. No domingo seguinte à inscrição - 17 de abril de 1774 - a primeira congregação unitária verdadeira foi discretamente convocada na capela provisória da rua Essex. Participaram Lee, Joseph Priestley e o representante da Colônia de Massachussetts, Benjamin Franklin. Priestley também fundou uma congregação de reforma, porém depois que sua casa foi incendiada, em Priestley Riots, fugiu com a esposa para a América, onde se tornou uma figura importante na fundação da igreja em solo americano.
Um vez que leigos e clérigos aliviaram sua veemente oposição à Lei da Doutrina da Trindade de 1813, que finalmente permitiu a proteção das religiões dissidentes, a Associação Unitária Britânica e Estrangeira, fundada em 1823. Tem sede na Essex Hall, sucessora da Casa Essex de Lindsey.
As congregações unitarianas na Grã-Bretanha se encontram hoje sob a responsabilidade da Assembleia Geral das Igrejas Unitárias e Cristãs Livres. Duas delas tem siso significativas na vida nacional: a Cross Street Chapel, em Manchester e Newington Green Unitarian Church, no norte de Londres.

#### Estados Unidos
Nos Estados Unidos, o movimento unitariano começou principalmente em igrejas Congregacionais da Nova Inglaterra, que faziam parte do conjunto estadual de igrejas de Massachussets. Essas igrejas, cujos edifícios ainda podem ser visitados em muitos lugares da cidades da Nova Inglaterra nos dias de hoje, traçam suas raízes na divisão das colônias puritanas em paróquias para a administração de suas necessidades religiosas. No final do século XVIII, o conflito cresceu dentro de algumas dessas igrejas entre alas unitarianas e trinitárias. Em 1805, os unitários ganharam cargos chave na Universidade de Harvard. Em 1819, William Ellery Channing pregou o sermão de Jared Sparks em Baltimore, descrevendo a posição unitária. A Associação Unitária Americana foi fundada como denominação independente em 1825.
No século XIX, sob a influência de Ralph Waldo Emerson, que tinha sido ministro unitariano e outros transcendentalistas, o unitarismo iniciou sua longa jornada do protestantismo liberal para a sua forma presente mais pluralista.

### Integração 1825–1961
Após o cisma nas Igrejas Congregacionais que resultou na fundação da Associação Unitária Americana, algumas dessas igrejas permaneceram dentro denominação congregacional tornando-se membros, posteriormente, da Igreja Unida de Cristo, enquanto que outras votaram para tornarem-se unitárias. Alguns desses últimos tornaram-se parte da UUA durante a unificação das igrejas unitárias e universalistas. As igrejas universalistas, em contraste, seguiram um caminho diferente, tendo começado como congregações independentes além dos limites inteiramente estabelecidos pelas igrejas puritanas. Hoje, a UUA e a Igreja Unida de Cristo cooperam conjuntamente em iniciativas de justiça social, como o projeto Sexuality Education Advocacy Training.
Em 1961, a Associação Unitária Americana (AUA) se uniu a Igreja Universalista da América (UCA) formando assim a Associação Unitária Universalista. No mesmo ano, formou-se o Conselho Unitário Canadense (CUC). A Associação Unitária Universalista (UUA) também recebeu status corporativo em maio de 1961 sob os atos especiais de legislatura da Commonwelth de Massachusetts e do Estado de Nova Iorque.
Em 1998, o CUC e UUA dissolveram seu acordo financeiro, embora continuem a cooperar.

## Crenças
A definição de crença no Unitário Universalismo é que a religião é uma questão de experiência individual e, portanto, apenas o indivíduo pode decidir em que "acredita". As raízes dessa crença podem ser encontradas na insistência unitarista na liberdade de consciência pessoal em matéria de fé. Como resultado, os Unitário Universalistas não possuem um credo necessário. Em vez disso, tratam como um valor sagrado a liberdade de expressão, pensamento, crença, fé e disposição completa e responsável. Os unitário universalistas acreditam que cada pessoa é livre para procurar sua própria verdade pessoal em questões como a existência, a natureza e o significado da vida, deidades, criação e vida após a morte. UUistas podem vir de qualquer base religiosa, manter suas crenças e aderir à moral de uma variedade de culturas ou religiões. Eles acreditam que o que os vincula como comunidade de fé não é um credo, mas uma crença no poder e na sacralidade da aliança baseada no amor incondicional. Que o amor é suficiente para manter uma tal variedade, deriva de sua herança universalista que afirma um Deus de amor inclusivo.

### OsSetePrincípios e Propósitos
Deliberadamente sem um credo ou dogma oficial, segundo o princípio da liberdade de pensamento, muitos unitários universalistas fazem uso dos "Princípios e Propósitos" como uma lista de princípios para orientar o comportamento. Os "Princípios e Propósitos" são retirados dos estatutos que regem a Associação Unitário Universalista. Enquanto estes foram escritos para governar as congregações e não indivíduos, muitos UUistas as usam como guias para viver a sua fé. Os "Sete Princípios" foram criados em um comitê sendo aprovados democraticamente por voto de membros representantes de congregações em uma Assembleia Geral anual, uma reunião de delegados de congregações membros. Adotada em 1960, os Princípios, Propósitos e Fontes completos podem ser encontrados no artigo sobre a Associação Unitária Universalista.. Os princípios são os seguintes:
Nós, as congregações membros da Associação Unitária Universalista, aliança para afirmar e promover:
- O valor inerente e a dignidade de cada pessoa;[40]
- Justiça, equidade e compaixão nas relações humanas;[41]
- Aceitação mútua e incentivo ao crescimento espiritual em nossas congregações;[42]
- Uma busca livre e responsável pela verdade e significado;[43]
- O direito da consciência e o uso do processo democrático dentro de nossas congregações e na sociedade em geral;[44]
- O objetivo da comunidade mundial com a paz, a liberdade e a justiça para todos;[45]
- O respeito pela rede interdependente de toda a existência da qual somos parte.[46]

O Unitário Universalismo é frequentemente referido por seus membros como uma tradição viva, os princípios e propósitos foram modificados ao longo do tempo para refletir as mudanças nas crenças espirituais entre os membros. Mais recentemente, o último princípio, adotado em 1985, geralmente conhecido como o "Sétimo Princípio" - "O respeito pela rede interdependente de toda a existência da qual somos parte" - e uma das seis fontes, adotada em 1995, que diz "Ensinamentos espirituais da Terra - tradições centradas que celebram o círculo sagrado da vida e nos instruem a viver em harmonia com os ritmos da natureza" foram adicionados para incluir explicitamente os membros com espiritualidade neopagã, ameríndia e panteísta.

### Asseisfontes
Os Unitários Universalistas colocam ênfase no crescimento e desenvolvimento espiritual. A declaração oficial dos princípios unitários universalistas descreve as "fontes" sobre as quais a sua prática atual se baseia:
- A experiência direta desse mistério maravilhoso e transcendente, afirmada em todas as culturas, que nos leva a uma renovação do espírito e uma abertura às forças que criam e sustentam a vida;
- Palavras e atos de homens e mulheres proféticos que nos desafiam a confrontar os poderes e as estruturas do mal com justiça, compaixão e poder transformador do amor;
- A sabedoria das religiões do mundo que nos inspira em nossa vida ética e espiritual;
- Os ensinamentos judaicos e cristãos que nos chamam a responder ao amor de Deus amando os nossos próximos como a nós mesmos;
- Ensinamentos humanistas que nos aconselham a prestar atenção à orientação da razão e aos resultados da ciência, nos advertindo contra as idolatrias da mente e do espírito;
- Ensinamentos espirituais das tradições centradas na terra que celebram o círculo sagrado da vida e nos instruem a viver em harmonia com os ritmos da natureza.

### Diversidade de práticas
A crença unitarista de que a razão, e não o credo, define a busca da verdade, e a crença universalista de que Deus abraça todas as pessoas igualmente levou à atual crença unitário universalista de que a verdade e o significado espiritual podem ser encontrados em todos os sistemas de fé. Isso se reflete na ampla gama de práticas espirituas encontradas nos UUistas hoje. Muitas congregações unitárias universalistas incluem grupos de meditação de estilo budista, Seder judaico, Yom Kippur e jantares de Páscoa, refeições  iftaar (que marcam a ruptura do Ramadan mais cedo para os muçulmanos) e os serviços da Noite de Natal/Solstício de Inverno. As aulas de educação religiosa de crianças e jovens ensinam sobre a divindade no mundo e a santidade das religiões do mundo. Um dos seus currículos mais populares, Faith's Vineyards (anteriormente Igreja do Outro Lado da Rua) leva os participantes do ensino médio e secundário a visitar os locais de culto de muitas tradições de fé, incluindo um templo hindu, uma sinagoga reformista ou ortodoxa e uma igreja católica.
Existe uma grande diversidade entre as congregações unitárias universalistas, tendo algumas que favorecem crenças religiosas particulares ou formas de culto sobre os outros, com muito mais espaço para uma mescla eclética de crenças. Independentemente de sua orientação, a maioria das congregações estão bastante abertas às diferentes crenças, embora nem sempre com a várias tradições de fé representadas em um mesmo grau.
Existe também uma ampla variedade em como as congregações se concebem. As congregações se denominam como "igrejas", "sociedades", "irmandades", "congregações" ou evitam o uso de qualquer descrição em particular, por exemplo, "Sierra Foothills Unitarian Universalists". Se uma congregação é uma "irmandade" ou uma "igreja", às vezes depende se é liderada por um (ou mais) ministro(s): aqueles sem ministros são denominados "irmandades"; os com ministros, "igrejas". Muitos usam o nome "Unitário Universalista", e alguns "Unitários Universalistas", tendo adotado gradualmente essa formulação desde a unificação em 1961, Outros usam nomes que refletem suas raízes históricas, mantendo simplesmente a designação "Unitária" ou "Universalista" (por exemplo, "Igreja Unitária Comunitária em White Plains"). Algumas congregações não usam nenhum. Para algumas congregações, o nome pode ser uma pista para sua orientação teológica.Para outros, evitar a palavra "igreja" indica um desejo de se distanciar da teologia cristã tradicional. Às vezes, o uso de outro termo pode simplesmente indicar o status de uma congregação com status letivo ou relativamente novo. No entanto, algumas congregações da UU cresceram apreciando termos alternativos, como "comunhão" e manteve-los, mesmo que tenham crescido ou perdido as funções as vezes associadas com o seu uso (como é o caso das confraternidades, um modelo de adoração tradicionalmente laico).
Também é de se destacar que existem muito mais pessoas que se identificam como UUistas em pesquisas do que aquelas que frequentam igrejas UU (por um fator de quatro em uma pesquisa recente), refletindo aqueles que nunca se filiaram (ou tornaram-se membros), mas, no entanto, consideram-se parte do movimento unitário universalista